# Backavallen
Backavallen är en bandybana och fotbolls/friidrottsarena i Katrineholm. Den är hemmaarena för Katrineholm Värmbol BS i bandy och, sedan 2009, både för Värmbols FC och Katrineholms SK i fotboll.
Det finns en A-plan (gräs), B-plan (gräs), F-plan (två planer för 7-manna/en plan för 11-manna, gräs) och så även en konstgräsplan som under hösten 2008 invigdes för huvudsakligen för 11-mannafotboll men planen har även linjer för 7-mannaspel.
Bandybanan blev konstfryst 1964. Publikrekordet lyder på 8 536 personer och noterades 1976 på matchen Katrineholms SK-Hälleforsnäs IF.
Här finns även konstfrusna banor för bandy, ishockey och allmänhetens åkning. Sedan 2006 finns här även en ishall, Kronfågel ishall.

### Fotnoter
1. ↑  ”VSK Forum”. 5 juli 1998. http://www.vskforum.com/vsk.nu/bmots_98.html. Läst 15 oktober 2011.
2. ↑  ”Ishallen | Katrineholms kommun”. www.katrineholm.se. Arkiverad från originalet den 2 april 2019. https://web.archive.org/web/20190402052608/https://www.katrineholm.se/uppleva--gora/sportcentrum/ishallen.html. Läst 2 april 2019.